# Старченковский заказник
Старченковский заказник (укр. Старченківський заказник) — энтомологический заказник местного значения. Находится в Мариупольском районе Донецкой области в селе Темрюк. Статус заказника присвоен решением облисполкома № 652 от 17 декабря 1982 года. Площадь — 5 га. В Старченковском заказнике гнездуются дикие пчёлы.